# Coppa Placci 1928
La Coppa Placci 1928, sesta edizione della corsa, si svolse il 30 settembre 1928 su un percorso di 193 km con partenza e arrivo a Imola. 
Per la prima volta furono inseriti nel percorso i Passi della Raticosa, della Futa, valichi della Strada statale 65 della Futa tra Emilia e Toscana e, per ultimo, il Passo del Giogo, con il quale si entra nella vallata del Santerno e poi si scende verso Imola.

La corsa fu vinta dall'italiano Pietro Fossati, che completò il percorso in 6h45'00" precedendo per distacco i connazionali Allegro Grandi e Adolfo Martelli. Conclusero la prova, organizzata dall'U.S. Imolese, 13 dei 14 ciclisti al via.
La gara fu valida come terza prova del campionato italiano professionisti di II categoria (o "Juniores"), e aperta a professionisti "Juniores" e indipendenti.

## Ordine d'arrivo
| Pos. | Corridore          | Squadra         | Tempo    |
| ---- | ------------------ | --------------- | -------- |
| 1    | Pietro Fossati     | Maino-Dunlop    | 6h45'00" |
| 2    | Allegro Grandi     | Bianchi-Pirelli | a 13'20" |
| 3    | Adolfo Martelli    | -               | s.t.     |
| 4    | Aristide Cavallini | Bianchi-Pirelli | s.t.     |
| 5    | Marco Giuntelli    | Touring-Pirelli | a 16'30" |
| 6    | Nello Ciaccheri    | Diamant         | s.t.     |
| 7    | Battista Giuntelli | Bianchi-Pirelli | s.t.     |
| 8    | Livio Cattel       | Atala-Pirelli   | a 23'00" |
| 9    | Mario Bianchi      | -               | a 30'00" |
| 10   | Ambrogio Morelli   | -               | s.t.     |
| 11   | Federico Gay       | Alcyon-Dunlop   | a 43'00" |
| 12   | Mario Semprini     | -               | s.t.     |
| 13   | Enea Dal Fiume     | -               | a 50'00" |